# Kosemkina Helige Andreas församling

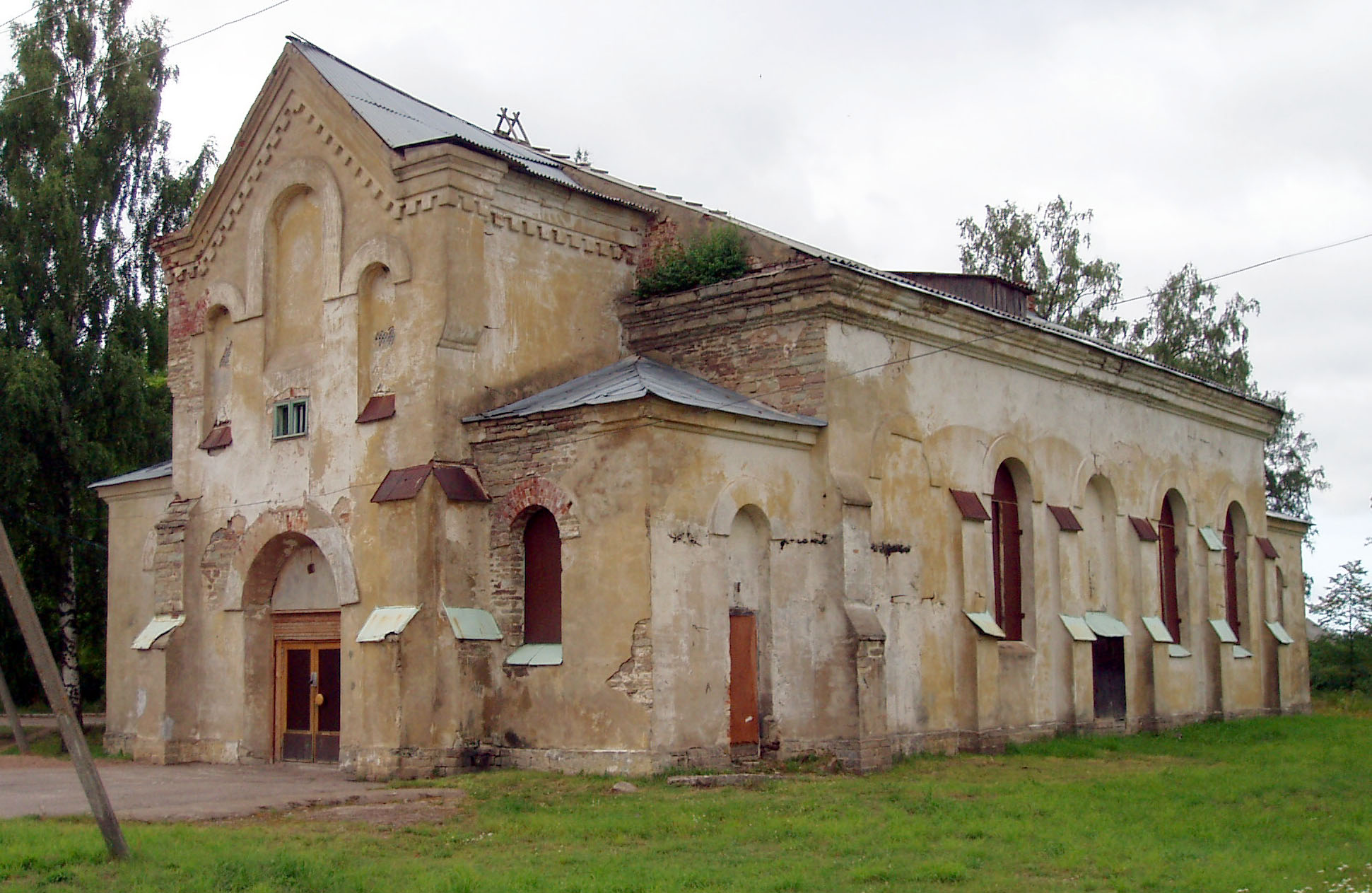
Helige Andreas evangelisk-lutherska kyrka i Bolsjoje Kuzemkino 2008.

Kosemkina Helige Andreas församling är en församling med anor från 1600-talet som idag är organiserad inom Ingermanlands evangelisk-lutherska kyrka. Församlingens kyrka, Helige Andreas kyrka, ligger i Bolsjoje Kuzemkino, Kingisepp rajon, Leningrad oblast, Ryssland. 

## Historik
1640 byggdes en luthersk kyrka i trä i Bolsjoje Kuzemkino och blev då centrum för Kuzemkino lutherska församling. 1878-1879 ersattes den lilla utslitna träkyrkan av en ny kyrka i sten med 450 sittplatser. Kyrkan kallades "Helige Andreas evangelisk-lutherska kyrka". Församlingen var fram till 1917 en filial till Narva församling. 1936 stängdes kyrkan och tornet raserades. Kyrkobyggnades kom istället att användas som klubblokal. Idag ingår kyrkan i Ingermanlands evangelisk-lutherska kyrka. Församlingens kyrkoherde idag är Grigorij Lakomov.

## Församlingens byar
Den ursprungliga församlingen inkluderade ett område som efter Fredsfördraget i Dorpat den 2 februari 1920 hamnade i Estland, det så kallade Estniska Ingermanland. Nedanstående byar fanns i området som ingick i den lutherska församlingen på den ryska sidan efter 1920 (det vill säga exkluderande byarna i Estniska Ingermanland).
| Translitterat ryskt namn               | ryska                    | finska (ingriska)                       | votiska            | Anmärkning                             |
| -------------------------------------- | ------------------------ | --------------------------------------- | ------------------ | -------------------------------------- |
| Arsia                                  | Арсиа                    | Arsiansaari                             |                    |                                        |
| Bolsjoje Kuzemkino ("Stora Kuzemkino") | Большое Куземкино        | Suuri Narvusi, Suuri Kosemkina (Narusi) | Narusi             | huvudsakligen ingrer                   |
| Dybrovka                               | Дубровка                 | Suokylä                                 | Suonkula, Suakyla  |                                        |
| Fedorovka                              | Федоровка                | Feodormaa                               | Fuodermaa          | finskingermanländare, ingrer           |
| Gakkovo                                | Гакково                  | Hakaja                                  |                    | finskingermanländare                   |
| Hamolovo                               | Хамолово                 | Hamala                                  |                    | finskingermanländare, ingrer           |
|                                        |                          | Hinnola                                 |                    | finskingermanländare, ingrer           |
| Izvoz                                  | Извоз                    | Tiensuu, Täyssinä                       | Teensuu, Teesuu    | ingrer                                 |
| Kajbolovo                              | Кайболово                | Kaipaala                                | Kaipaala           | Existerar ej idag.                     |
| Keikino                                | Кейкино                  | Haavikko                                | Haavikko           | ingrer                                 |
| Kirjamo                                | Кирьямо                  | Kirjamo                                 | Kirjamo            | finskingermanländare                   |
| Konnovo                                | Конново                  | Konnu                                   | Konnu              | finskingermanländare                   |
| Korovino                               | Коровино                 | Korovina                                |                    | ingrer                                 |
| Krakolje                               | Краколье                 | Joenperä                                | Jogopera           | ingrer, voter                          |
| Kullaankjulja, Mertvitsy (Mertvitsa)   | Куллаанкюля, Мертвицы    | Kullankylä, Kullaankylä, Kullaan kylä   |                    | finskingermanländare. Utplånades 1944. |
| Kurgolovo                              | Курголово                | Kurkula                                 | Kurkula            | finskingermanländare                   |
| Kurovitsy                              | Куровицы                 | Kukkosi                                 | Kukkuzi            | voter, ingrer                          |
| Lipovo                                 | Липово                   | Pärspää                                 |                    | ingrer                                 |
| Luttovo                                | Луттово                  | Lutonkylä, Luttova                      |                    |                                        |
| Luzjitsy (Nedre Luzjitsy)              | Лужицы (Нижние Лужицы)   | Luutsa                                  | Luutsa             | voter. Ihopvuxen med Peski.            |
| Maloje Kuzemkino ("Lilla Kozemkino")   | Малое Куземкино          | Pieni Narvusi, Pieni Kosemkina          | Krivulka           | ingrer                                 |
| Mannovka                               | Манновка                 | Mannakka                                | Mannakka           | ingrer                                 |
| Mezjniki                               | Межники                  | Rajo                                    |                    | voter                                  |
| Mundiroi                               |                          | Muntiruhka                              |                    | finskingermanländare                   |
| Novaja Derevnja                        | Новая Деревня, Такавелье | Takaväljä                               |                    | finskingermanländare, ingrer           |
| Ostrov                                 | Остров                   | Laukaansuu                              |                    | ingrer, finskingermanländare           |
| Orly                                   | Орлы                     | Kotko                                   |                    | ingrer                                 |
| Peski                                  | Пески                    | Liiva, Liivakylä                        | Liivcula, Liivcyla | voter, ingrer. Numera del av Luzjitsy. |
| Risukjulja                             | Рисукюля                 | Risukylä                                |                    | finskingermanländare                   |
| Ropsja                                 | Ропша, Стар. Ропша       | Ropsu, Vanha Ropsu                      |                    | ingrer, finskingermanländare           |
|                                        |                          | Salansuu                                |                    | finskingermanländare, ingrer           |
| Strupovo                               | Струппово, Струпово      | Struuppova, Struuppa                    | Struuppa           |                                        |
| Tiskolovo                              | Тисколово                | Kiiskala                                | Kuskala            | finskingermanländare                   |
|                                        |                          | Uusi Struuppova                         |                    |                                        |
| Vejno                                  | Вейно                    | Vena                                    | Vena               | Existerar ej idag.                     |
| Verhnije Luzjitsy ("Övre Luzjitsy")    | Верхние Лужицы           | Risumäki                                | Ulä-Luutsa         | voter. Existerar ej längre.            |
| Volkovo                                | Волково                  | Sutela                                  |                    | ingrer                                 |
| Vybje (Vyibje)                         | Выбье                    | Vipiä, Viipinä                          | Viipia             | finskingermanländare                   |

### Webbkällor
- Församlingar inom Ingermlands evangelisk-lutherska kyrka (finska)
- Kosemkina på www.inkeri.com (på finska)
- Om det votiska språket (på ryska)
- Avhandling om det votiska språket (på ryska)